# Ophelia bulbibranchiata
Ophelia bulbibranchiata är en ringmaskart som beskrevs av Hartmann-Schröder och Parker 1995. Ophelia bulbibranchiata ingår i släktet Ophelia och familjen Opheliidae. Inga underarter finns listade i Catalogue of Life.